# بخش کلیفتون، شهرستان تراورس، مینه سوتا
بخش کلیفتون (به انگلیسی: Clifton Township) یک منطقهٔ مسکونی در ایالات متحده آمریکا است که در شهرستان تراوس، مینه‌سوتا واقع شده‌است.
 بخش کلیفتون ۹۹٫۳ کیلومتر مربع مساحت و ۹۲ نفر جمعیت دارد و ۳۱۲ متر بالاتر از سطح دریا واقع شده‌است.